# خفاش پابزرگ آرافورا
خفاش پابزرگ آرافورا (نام علمی: Myotis moluccarum) نام یک گونه از سرده خفاش گوش‌موشی است.